# Віялова діаграма (статистика)
Віялова діаграма — кругова діаграма, складена з групи діаграм дисперсії, яка може бути розташована у відповідності з двома розмірами категоризації. Діаграма дисперсії інформує про дисперсії у вигляді вікна "друк", а саме: медіана, квартили і два крайніх значення.

## Елементи
Елементи дисперсійної віялової діаграми:
1. кругова лінія за шкалою
2. діаметр,який вказує на медіану
3. стрілка  (сегмент кола),яка вказує на квартили
4. дві лінії, які вказують на екстримальні значення

Шкала на кільцевій лінії починається зліва з початковим значенням (наприклад з нуля). Наступні значення апліцировані за годинниковою стрілкою. Біла стрілка діаметра вказує на медіану. Чорна стрілка вказує на дисперсію середньої половини спостережуваних значень; Таким чином, вона охоплює значення від першого до третього квартиля. Білі стрілки вказують на розсіювання середини 90% від спостережуваного значення.
Довжина білої частини діаметра відповідає числу спостережень.

## Застосування
Віялова Діаграма дає короткий огляд спостережуваних значень, які залежать від двох змінних. Це можливо завдяки щільній репрезентації  та сталого розміру, що не залежить від розміру окремих  дисперсійних діаграм віялової діаграми. 
Істотною перевагою в порівнянні з послідовністю прямокутних діаграм є можливість порівняти діаграми віялової дисперсії не тільки в одному напрямку, але в межах двох напрямках (по горизонталі і по вертикалі).

## Приклад
У наступному прикладі представлені дані з набору даних MathAchieve, що є частиною комплекса R nlme Хосе Пінейро та ін. Він містить математичні досягнення 7185 студентів. Студенти діляться за статевою ознакою і приналежності до етнічної групи меншини.
Графіки показують математики оцінки успішності залежно від соціально-економічного статусу студентів (вісь х) і середнього соціально-економічного статусу всіх учнів у тій самій школі (вісь Y). Чотири графічні панелі диференціації студентів залежно від статі і приналежності до групи етнічної меншини.
Віялова діаграма чітко показує, як значення медіани частково супроводжує тенденцію в той час як значення окремих підгруп (з клітинами) розсіюють в основному те, що може привести до сумнівів з приводу можливої кореляції.

## Дивись також
- Коробчата діаграма

## Зовнішні посилання
- Fischer, Wolfram (2012): Streuungsfächerkarten und pseudogeografische Anordnungen. [Архівовано 3 березня 2016 у Wayback Machine.] Mit Beispielen zum verfügbaren Einkommen und zu Krankenkassenprämien in der Schweiz [Архівовано 3 березня 2016 у Wayback Machine.]. Swiss Days of Official Statistics, Vaduz LI, 2012.
- Fischer, Wolfram (2010): Visualising Twofold Dependencies by Fan Charts [Архівовано 25 березня 2016 у Wayback Machine.]. ZIM.